# Hockey Club Kladno
L'Hockey Club Kladno, anche noto come Rytíři Kladno (Cavalieri Kladno) è una squadra di hockey su ghiaccio ceca, che milita nella Extraliga, il massimo campionato di hockey nazionale. 
La squadra ha vinto un'edizione della Coppa dei campioni (1977), oltre che per 6 volte il campionato cecoslovacco: nel 1959, 4 consecutive tra 1975 e 1978 e poi ancora nel 1980. Il suo attuale proprietario è l'hockeista Jaromír Jágr, giocatore dell'NHL che ha anche indossato la maglia della squadra nei periodi di lockout in NHL e nei primi anni di carriera, e che vi ha fatto ritorno nel 2017.

## Palmarès

### Competizioni nazionali
- Campionato cecoslovacco: 6

1958-59, 1974-75, 1975-76, 1976-77, 1977-78, 1979-80

### Competizioni internazionali
- Coppa dei campioni: 1

1976-1977